# Пятикратный поцелуй
Пятикратный поцелуй (англ. Fivefold kiss) — элемент викканского ритуала, который включает в себя благословение пяти священных частей тела. С каждым дарованным благословением область тела запечатывается поцелуем. Практики викканской традиции различаются, но Пятикратный поцелуй — это прежде всего благословение, дарованное Верховной Жрице Первосвященником или Верховной Жрицей Первосвященнику. Ритуал символизирует акт почитания человека как сосуда женской или мужской версии Божества.
Каждый поцелуй сопровождается благословением:

| Blessed be thy feet, that have brought thee in these ways Blessed be thy knees, that shall kneel at the sacred altar Blessed be thy [womb/phallus], without which we would not be Blessed be thy breasts/chest, formed in [beauty/strength] Blessed be thy lips, that shall utter the Sacred Names. | Благословенны будут ноги твои, которые привели тебя этими путями Благословенны будут колени твои, преклонившиеся перед священным жертвенником Благословенна будет [матка / фаллос] твоя, без которой мы бы не появились на свет Благословенна будет грудь твоя / бюст твой, образованная [красотой / силой] Благословенны будут уста твои, которые произнесут Священные Имена. |  |

Это форма благословения, используемая большинством гарднерианских и александрийских ковенов .
В других викканских традициях благословение звучит следующим образом:

| Blessed be thy feet, that have brought thee in these ways Blessed be thy knees, that shall kneel at the sacred altar Blessed be thy [womb/phallus], without which we would not be Blessed be thy lips, that shall utter the Sacred Names Blessed be thy third eye, that sees all. | Благословенны будут ноги твои, которые привели тебя этими путями Благословенны будут колени твои, преклонившиеся перед священным жертвенником Благословенна будет [матка / фаллос] твоя, без которой мы бы не появились на свет Благословенны будут уста твои, которые произнесут Священные Имена Благословен будет твой третий глаз, который видит всё. |  |

Пятикратный поцелуй можно выполнять во время викканских обрядов и церемоний, таких как «связывание рук» (обручение) или «Низведение Луны».
Пятикратный поцелуй может являться источником выражения «благословен будь» (англ. «Blessed be»), известного неоязыческого приветствия, которое также используется как общее выражение благословения во время ритуала.